# Flavia de Oliveira
Flavia de Oliveira (ur. 17 lipca 1984 w Brazylii) – modelka. W Stanach Zjednoczonych zadebiutowała w 2002 r., a popularność zdobyła po występie w 2006 r. na pokazie Victoria’s Secret, po dobrych opiniach po pokazie została zaproszona też w 2007 r. Prezentowała produkty takich przedsiębiorstw jak Dior, Valentino, Missoni, Elie Saab i Chanel. Występowała również na pokazach takich projektantów jak Dolce & Gabbana czy Salvatore Ferragamo.